# Armikrog
Armikrog est un jeu vidéo d'aventure en pointer-et-cliquer développé par Pencil Test Studios et édité par Versus Evil, sorti en 2015 sur Windows, Mac, Linux, Wii U, PlayStation 4 et Xbox One.
Il s'agit de la suite spirituelle de The Neverhood.

## Accueil
- Adventure Gamers : 3,5/5[1]
- GameSpot : 5/10[2]